# Lagundo
Lagundo (Algund) é uma comuna italiana da região do Trentino-Alto Ádige, província de Bolzano, com cerca de 4.166 habitantes. Estende-se por uma área de 23 km², tendo uma densidade populacional de 181 hab/km². Faz fronteira com Lana, Marlengo, Merano, Naturno, Parcines, Plaus, Tirolo.

## Demografia
| Variação demográfica do município entre 1861 e 2011                               |
|                                                                                   |
| Fonte: Istituto Nazionale di Statistica (ISTAT) - Elaboração gráfica da Wikipedia |